# Duplek
Duplek là một khu tự quản (tiếng Slovenia: občine, số ít – občina) trong vùng Podravska của Slovenia. Duplek có diện tích 40 km2, dân số là theo điều tra ngày 31 tháng 3 năm 2002 là 5938 người. Thủ phủ khu tự quản Duplek đóng tại Spodnji Duplek.